# Orde van de Heilige Joris
Hertog Willem van Gulik en Berg, Rudolf, vorst van Anhalt, Eitel, graaf van Zollern, Felix, graaf van Hardenberg en andere edelen stichtten in 1503 deze, door keizer Maximiliaan I erkende, maar spoedig weer vergeten ridderorde.
De Orde van de Heilige Joris was een van de vele naar de Sint-Joris of Georg, de schutspatroon van de Ridderstand, genoemde ridderorden.
Gustav Adolph Ackermann noemt de Orde in zijn Lijst van Ridderorden in Oostenrijk.
Grootprioraat Bohemen van de Soevereine Militaire Hospitaalorde van Sint-Jan van Rhodos en Malta · Duitse Orde · Orde van het Kruis met de Rode Ster · Hospitaalorde van Sint-Joris in Karinthië · Orde van het Gulden Vlies · Orde van de Heilige Joris in Karinthië · Orde van de Heilige Joris · Orde van de Matigheid en de Heilige Christoffel · Orde van Tusin · Orde van de Slavinnen van de Deugd · Orde van de Christelijke Militie · Orde van de Heilige Rupert · Ridderlijke Jachtorde van Sint-Hubertus · Orde van de Heilige Jozef · Orde van het Sterrenkruis · Orde van de Naastenliefde · Elisabeth-Theresia-orde · Orde van Maria Theresia · Orde van de Heilige Stefanus · Kruis van Verdienste voor Militaire Geestelijken · Leopoldsorde · Orde van de IJzeren Kroon · Frans Jozef-orde · Elisabeth-orde · Kruis voor Militaire Verdienste (Oostenrijk-Hongarije) · Ereteken voor Verdienste voor het Rode Kruis

Zie ook: Ridderorden in Oostenrijk